# Política de Rumania
El marco político de Rumania es una república representativa semipresidencialista donde el primer ministro es el jefe de Gobierno mientras que el presidente, según la Constitución, tiene al menos en teoría un papel más simbólico, es responsable de la política exterior, firma ciertos decretos, aprueba leyes promulgadas por el Parlamento y nomina al jefe de Gobierno (es decir, el primer ministro). Rumania tiene un sistema multipartidista con un sistema bipartidista dominante, con el poder legislativo depositado en el gobierno y las dos cámaras del Parlamento, más específicamente la Cámara de Diputados y el Senado. El poder judicial es independiente del ejecutivo y del legislativo en teoría. Desde 1948 hasta 1989, la estructura política del gobierno comunista se desarrolló en el marco de una república socialista unipartidista gobernada por el Partido Comunista Rumano (PCR) como su único partido legal.
La Constitución de Rumanía de 1991 (enmendada en 2003) la proclama una república democrática y social, cuya soberanía reside en el pueblo. Según la Constitución, «La dignidad humana, los derechos y libertades cívicos, el libre desarrollo de la personalidad humana, la justicia y el pluralismo político son valores supremos y garantizados».
La Constitución establece un presidente, un parlamento, un tribunal constitucional y un sistema judicial independiente que incluye el Tribunal Superior de Casación y Justicia. El derecho al voto se concede a todos los ciudadanos mayores de 18 años.
La Economist Intelligence Unit calificó a Rumania como una "democracia defectuosa" en 2023. A partir de 2025, podría clasificarse como un régimen híbrido detrás de una fachada constitucional. Rumania fue admitida plenamente en el espacio Schengen el 1 de enero de 2025.

## Poder ejecutivo
El presidente es elegido por voto popular por un máximo de dos mandatos de cinco años (de cuatro años hasta 2004). Es el jefe de Estado (responsable de salvaguardar la Constitución, las relaciones exteriores y el buen funcionamiento del poder público), comandante supremo de las Fuerzas Armadas y presidente del Consejo Supremo de Defensa Nacional. Según la Constitución, el presidente actúa como mediador entre los centros de poder del Estado y entre este y la sociedad. El presidente nombra al primer ministro tras consultar con el partido que ostenta la mayoría absoluta en el Parlamento o, en su defecto, con todos los partidos parlamentarios.
Ambigüedad en la Constitución de Rumania (artículo 85 (1), artículo 103 (1)) puede dar lugar a situaciones en las que una coalición de partidos que obtenga la mayoría absoluta en el Parlamento, o un partido con mayoría relativa en el Parlamento, no pueda nombrar a un primer ministro porque el presidente rechazaría la nominación (sin que ningún partido tenga mayoría absoluta en el Parlamento). Según el Artículo 103 (1), la expresión «salvo que no exista tal mayoría» se interpreta por el presidente como «salvo que no exista tal partido» (aunque la mayoría absoluta puede estar formada por un partido, una coalición de partidos o una alianza).
En las elecciones parlamentarias de 2008, la Alianza PSD+PC obtuvo el 33,09% de los escaños en la Cámara de Diputados y el 34,16% en el Senado. El PNL obtuvo el 18,57% de los escaños en la Cámara de Diputados y el 18,74% en el Senado, lo que otorgó a ambos partidos la mayoría en la Cámara de Diputados y el Senado. Sin embargo, el presidente nominó a un miembro del PDL (que obtuvo menos del 32,36% de los escaños en la Cámara de Diputados y el 33,54% en el Senado). El primer ministro designado elige a los demás miembros del gobierno, y este y su programa deben ser confirmados mediante un voto de confianza del Parlamento.